# شارلوت بينتر
شارلوت بينتر (بالإنجليزية: Charlotte Painter)‏ هي كاتِبة أمريكية، ولدت في 1926.